# چاک دی
چاک دی (انگلیسی: Chuck D؛ زادهٔ ۱ اوت ۱۹۶۰) یک مجری رادیو، رپ‌خوان، موسیقی‌دان، خواننده، نویسنده، آهنگ‌ساز، و تهیه‌کننده موسیقی اهل ایالات متحده آمریکا است. وی از سال ۱۹۸۱ میلادی تاکنون مشغول فعالیت بوده‌است.
از فیلم‌ها یا برنامه‌های تلویزیونی که وی در آن نقش داشته‌است، می‌توان به فیلمی از آلن اسمیتی: بسوزان هالیوود بسوزان اشاره کرد.